# Soledad Alvear

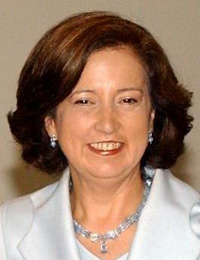
Soledad Alvear

Maria Soledad Alvear Valenzuela (ur. 17 września 1950 w Santiago) – chilijska polityk i prawnik, minister w gabinetach prezydenta Aylwina, Freia i Lagosa. Senator od 2005 oraz przewodnicząca Chrześcijańsko-Demokratycznej Partii Chile od 2006.

## Życiorys
Soledad Alvear ukończyła prawo na Uniwersytecie Chilijskim (Universidad de Chile). W czasie rządów prezydenta Patricia Aylwina, Alvear od 1991 do 1994 zajmowała stanowisko ministra ds. kobiet, powołane do walki z dyskryminacją płciową w społeczeństwie. W latach 1994–1999 w gabinecie prezydenta Eduarda Frei Ruiz-Tagla pełniła funkcję ministra sprawiedliwości. Podjęła się w tym czasie gruntownej reformy kodeksu karnego, pamiętającego czasy kolonialne. 
W 2000 prowadziła kampanię wyborczą Ricarda Lagosa. W jego gabinecie, od 2000 do 2004, sprawowała urząd ministra spraw zagranicznych. Jako minister podpisała porozumienie o wolnym handlu z USA, UE oraz Koreą Południową. 
Pod koniec 2004 Soledad Alvear uzyskała prezydencką nominację Chrześcijańsko-Demokratycznej Partii Chile w nadchodzących wyborach. W prawyborach, które miały wyłonić wspólnego kandydata lewicowej koalicji Concertación, miała zmierzyć się z Michelle Bachelet z Socjalistycznej Partii Chile. Jednak z powodu niekorzystnych sondaży przedwyborczych wycofała swoją kandydaturę jeszcze przez prawyborami. W wyborach parlamentarnych w grudniu 2005 zdobyła mandat senatora z okręgu Santiago de Chile. W maju 2006 Alvear została wybrana przewodniczącą Chrześcijańsko-Demokratycznej Partii Chile z blisko 70% poparciem delegatów.